# جان فيكتور بونسيليه
جان فيكتور بونسيليه (بالفرنسية: Jean-Victor Poncelet) (الأول من يوليو عام 1788 – إلى الثاني والعشرين من ديسمبر عام 1867) كان فرنسي مهندس وعالم رياضيات والذي عمل بشكلٍ كبير كقائد عام لمدرسة الفنون التطبيقية. وهو الذي أعاد إحياء علم الهندسة الإسقاطية ويعتبر بحثه في تصميم الخصائص الإسقاطية للأشكال هو أول ورقة بحثية تعريفية لهذا الموضوع منذ عمل العالم جيرارد ديسارغو عليه في القرن السابع عشر. ولقد كتب بعد ذلك مقدمة حوله وهي تطبيقات تحليلية وهندسية
وكعالم رياضيات، كان عمله الأكثر أهمية في الهندسة الإسقاطية وخاصةً في نظرية فيورباخ. ولديه أيضًا اكتشافات في المترافقين التوافقيين الإسقاطيين؛ حيث من ضمنهم الأعمدة والخطوط القطبية المرتبطة بالقطع المخروطية. وقد أدت هذه الاكتشافات إلى الثنائية (هندسة إسقاطية) وساعدت أيضًا في تطور الأعداد المعقدة والهندسة الإسقاطية
وكمهندس عسكري، فقد خدم في حملة نابليون ضد الإمبراطورية الروسية في عام 1812 والتي فيها وقع في الأسر وظل مسجونًا حتى عام 1814. ثم، عمل كأستاذ للميكانيكا في مدرسة التطبيق في بلدته ميتز، وخلال هذا الوقت قام بنشر الورقة البحثية الخاصة بـمقدمة على الصناعات الميكانيكية، وهو عمل مشهور به، وحسّن تصميم التوربينات وعجلات الماء. بعد ذلك، عمل كأستاذ في كلية العلوم بباريس في جامعة باريس وأخيرًا عمل كمديرٍ عام في مدرسته ألما ماتر، مدرسة الفنون التطبيقية.

## السيرة الذاتية

### الولادة والتعليم والأسر (منذ عام 1788 –إلى عام 1814)

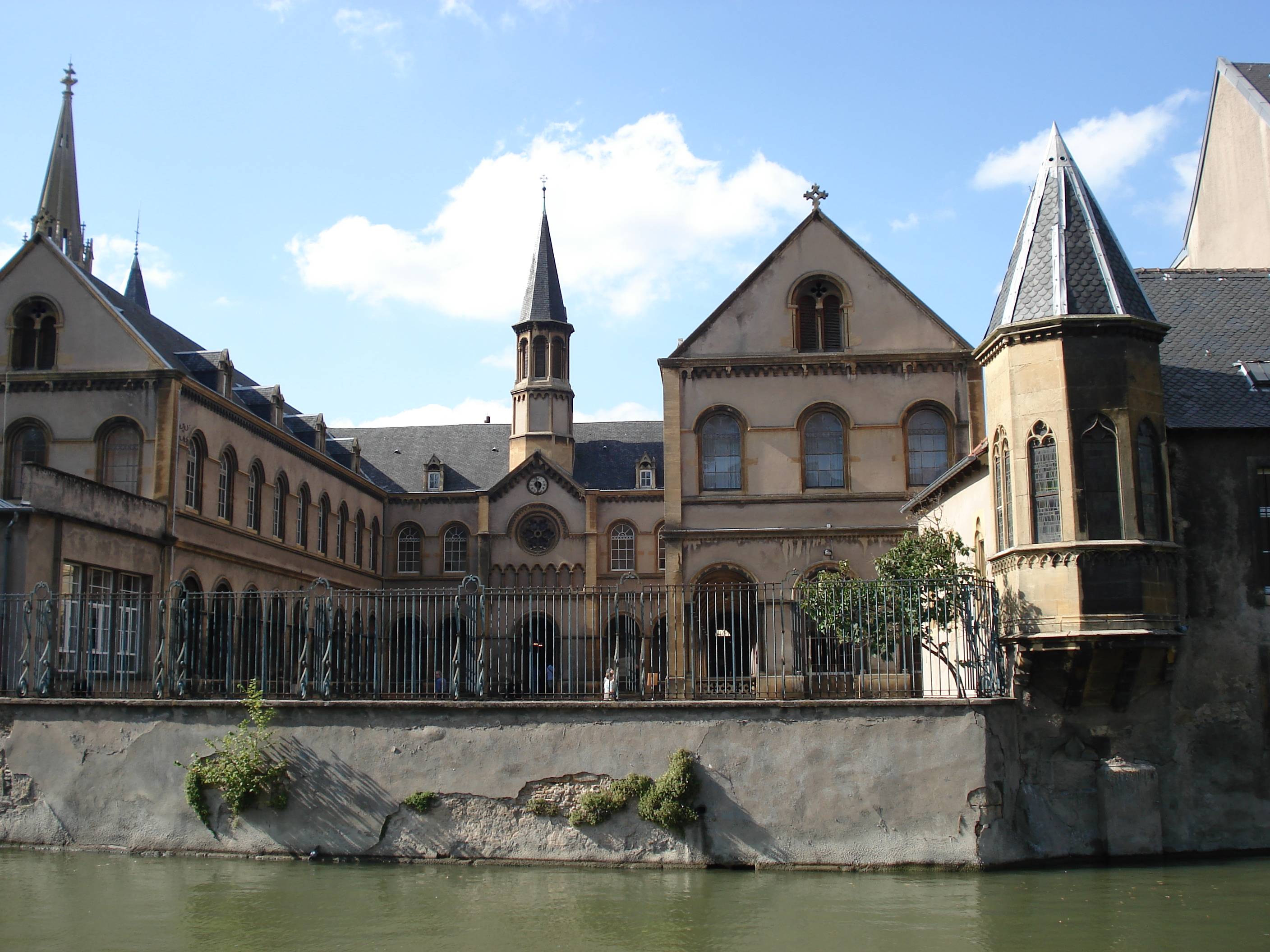
مدرسة فابيرت في ميتز، حيث كان يدرس بونسيليه كطالبٍ هناك.

وُلد بونسيليه في بلدة ميتز، في فرنسا، في الأول من يوليو عام 1788، وهو كان الابن غير الشرعي لكلود بونسيليه، والذي كان يعمل محاميا في برلمان ميتز وصاحب أراض ثري. وفي صغره، تم إرساله ليعيش مع عائلة أولير في سانت أفولد. ثم عاد إلى ميتز من أجل إكمال تعليمه في المدرسة الثانوية. بعد الثانوية، التحق بمدرسة الفنون التطبيقية وهي مدرسة ذات شأن كبير في باريس من عام 1808 إلى عام 1810، على الرغم من تخلفه عن الدراسة في السنة الثالثة بسبب مرضه. بعد تخرجه، التحق بفيالق الهندسة العسكرية. وأثناء ذلك التحق بالمدرسة التطبيقية في بلدته ميتز ووصل إلى رتبة ملازم في الجيش الفرنسي في نفس سنة تخرجه.
وشارك بونسيليه في غزو روسيا من قبل نابليون عام 1812. ويكتب الكاتب لسيرة بونسيليه ديديون أنه كان من ضمن المجموعة التي لم تتبع المارشال مايكل نيه في معركة كارسوني والتي أدت إلى وقوعه في أسر الروس، على الرغم من قول المصادر الأخرى أنه تُرك ليموت. وعند أَسره، تم استجوابه من قِبَل الجنرال ميخائيل أندريفيتش ميلورادوفيتش ولكنه لم يُفصح عن أي معلومات. أبقى الروس على بونسيليه كأسير حرب وحبسوه في مدينة ساراتوف. وأثناء سجنه، في السنوات من 1812-1814، كتب أهم أعماله وهو، تصميم الخصائص الإسقاطية للأشكال والذي حدد أسس الهندسة الإسقاطية بالإضافة إلى بعض النتائج الجديدة. ومع ذلك، لم يستطع بونسيليه نشر هذه الورقة البحثية بعد إطلاق سراحه في 1814.

### إطلاق سراحه وعمله (1822–1848)
في عام 1815، العام التالي لإطلاق سراحه، تم تعيين بونسيليه كمهندسٍ عسكري في بلدته ميتز. وفي عام 1822، بينما لا يزال في منصبه، قام بنشر الورقة البحثية الخاصة بـتصميم الخصائص الإسقاطية للأشكال. وكان هذا العمل هو الأول الذي يناقش الهندسة الإسقاطية منذ أعمال ديسارجوس، وعلى الرغم من كتابة جاسبارد مونج بعض الأعمال المبتدئة عن هذا الموضوع سابقًا. فهذا العمل يُعتبر أساس الهندسة الإسقاطية الحديثة. وقد كتب جوزيف دياز جيرجون حول هذا الفرع من فروع الهندسة تقريبًا في نفس الوقت، بدايةً في 1810. وقد نشر بونسيليه العديد من الأبحاث حول هذا الموضوع في صحيفة جيرجون صحيفة حوليات جيرجون (والمعروفة رسميًا بـحوليات الرياضة البحتة والتطبيقية).
وفي عام 1825، أصبح بونسليت أستاذ علم الميكانيكا في المدرسة التطبيقية في ميتز، وظل في منصبه هذا حتى عام 1835. أثناء توليه هذا المنصب في تلك المدرسة، قام بتحسين تصميم التوربينات وعجلات الماء، مستمدًا هذا التصميم من آليات الطاحونة من غرب فرنسا Provençal. على الرغم من عدم إنشاء التوربين الذي صممه حتى عام 1838، إلا أنه تصور هذا التصميم قبل وقته باثني عشر عامًا. في عام 1835، ترك عمله في المدرسة التطبيقية، وفي عام 1838 أصبح أستاذًا في كلية العلوم بباريس بدعمٍ من فرانسوا آراجو.

### القائد العام لمدرسة الفنون التطبيقية (1848–1867)
وفي عام 1848، أصبح بونسيليه القائد العام لمدرسته المدرسة الأم؛ مدرسة الفنون التطبيقية. ظل في منصبه هذا حتى عام 1850، عندما تقاعد.
وفي أثناء هذا الوقت، كتب بحث تطبيقات تحليلية وهندسية، والذي يُستخدم كمقدمة لعمله السابق تصميم الخصائص الإسقاطية للأشكال. وقد نُشر هذا البحث على مستويين في عامي 1862 و1864.

## إسهاماته

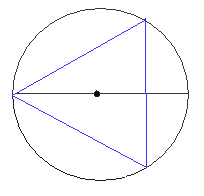
بناء شتاينر مثلث متساوي الأضلاع

### نظرية بونسيليه شتاينر
اكتشف بونسيليه النظرية التالية في عام 1822: يمكن تنفيذ النظرية الاقليديسية إنشاءات الفرجار والمسطرة باستخدام المسطرة فقط إذا أعطيت دائرة مفردة ومركزها. وقد أثبت عالم الرياضيات جاكوب شتاينر هذه النظرية في 1833، مستنتجًا اسم النظرية. فالإنشاءات التي تقرّها هذه النظرية من الممكن أن تُعرف بإنشاءات شتاينر.

## قائمة بأعماله المختارة
- في عام (1822) تصميمات الخصائص الإسقاطية للأشكال
- (1826) دورة تطبيق الميكانيكا على الآلات
- (1829) مقدمة على الصناعات الميكانيكية
- (1862/64) تطبيقات تحليلية وهندسية

## وصلات خارجية
- جان فيكتور بونسيليه على موقع الموسوعة البريطانية (الإنجليزية)
- O'Connor، John J.؛ Robertson، Edmund F.، "جان فيكتور بونسيليه"، تاريخ ماكتوتور لأرشيف الرياضيات